# Wzmocniona współpraca
Wzmocniona współpraca – mechanizm pozwalający grupie co najmniej dziewięciu państw członkowskich Unii Europejskiej na pogłębienie współpracy w ramach kompetencji niewyłącznych Unii. Celem wzmocnionej współpracy jest "sprzyjanie realizacji celów Unii, ochrona jej interesów oraz wzmocnienie procesu jej integracji". Współpraca ma charakter otwarty – może w niej brać udział każde państwo członkowskie spełniające warunki określone w decyzji ustanawiającej współpracę oraz zobowiązujące się przestrzegać aktów prawnych już przyjętych w ramach tej współpracy. Współpraca nie może naruszać rynku wewnętrznego ani spójności gospodarczej, społecznej i terytorialnej Unii, a także nie może wprowadzać dyskryminacji żadnego państwa członkowskiego w zakresie handlu ani naruszać zasad konkurencji.
Regulacje dotyczące mechanizmu zawarte są w art. 20 Traktatu o Unii Europejskiej oraz art. 326-334 Traktatu o funkcjonowaniu Unii Europejskiej.

## Historia
Mechanizm wzmocnionej współpracy został wprowadzony przez Traktat amsterdamski, jednak już wcześniej istniały inicjatywy europejskie, w których nie wszystkie państwa członkowskie brały udział (np. układ z Schengen czy Unia Gospodarcza i Walutowa). Obecne zasady określone zostały przez Traktat lizboński. Z mechanizmu wzmocnionej współpracy skorzystano jak dotąd dwa razy (stan na 17 sierpnia 2011 roku).

## Współpraca niedotycząca wspólnej polityki zagranicznej i bezpieczeństwa

### Ustanowienie oraz przystąpienie do współpracy
Decyzję o ustanowieniu wzmocnionej współpracy może podjąć Rada Unii Europejskiej za zgodą Parlamentu Europejskiego w sytuacji, gdy cele tej współpracy nie mogą zostać zrealizowane przez Unię jako całość w rozsądnym terminie. Państwa, które pragną ustanowić pomiędzy sobą wzmocnioną współpracę, kierują do Komisji Europejskiej wniosek określający zakres zastosowania i cele przewidywanej współpracy. Komisja może przedłożyć Radzie UE odpowiedni wniosek lub odmówić, zawiadamiając zainteresowane państwa członkowskie i podając uzasadnienie.
Państwo członkowskie pragnące przystąpić do już realizowanej współpracy notyfikuje swój zamiar Radzie UE i Komisji Europejskiej. Jeśli warunki uczestnictwa zostały spełnione, Komisja w ciągu czterech miesięcy potwierdza uczestnictwo danego państwa. Może przy tym określić środki przejściowe dotyczące stosowania aktów prawnych przyjętych już w ramach współpracy. Jeśli Komisja uzna, że warunki nie zostały spełnione, wskazuje środki konieczne do spełnienia warunków i określa termin ponownego rozpatrzenia wniosku. Jeśli po upływie tego terminu Komisja uzna, że warunki nadal nie są spełnione, zainteresowane państwo może zwrócić się o decyzję do Rady UE, podejmującej decyzję w sposób analogiczny do podjęcia decyzji o ustanowieniu współpracy. W przypadku decyzji pozytywnej, na wniosek Komisji może określić środki przejściowe, o których mowa powyżej.

### Funkcjonowanie
Państwa uczestniczące we współpracy mogą korzystać z instytucji Unii. W posiedzeniu Rady UE decydującym w kwestiach dotyczących wzmocnionej współpracy mogą uczestniczyć wszystkie państwa członkowskie, jednak jedynie państwa uczestniczące we współpracy mają prawo głosu oraz brane są pod uwagę przy określaniu zaistnienia jednomyślności.
Wydatki wynikające z realizacji wzmocnionej współpracy, z wyjątkiem kosztów administracyjnych instytucji Unii, ponoszą państwa członkowskie, chyba że Rada UE, stanowiąc jednomyślnie głosami wszystkich swych członków, po konsultacji z Parlamentem Europejskim, zadecyduje inaczej.
Jeśli postanowienia Traktatów dotyczące dziedziny znajdującej się w sferze wzmocnionej współpracy przewidują konieczność jednomyślności Rady UE, Rada UE, stanowiąc jednomyślnie (w gronie uczestników współpracy), może podjąć decyzję o stanowieniu większością kwalifikowaną w ramach współpracy. Jeśli natomiast przewidują stosowanie specjalnej procedury prawodawczej, w analogiczny sposób Rada UE, po konsultacji z Parlamentem Europejskim, może podjąć decyzję o stosowaniu zwykłej procedury prawodawczej.
Akty prawne przyjmowane w ramach wzmocnionej współpracy dotyczą jedynie państw w niej uczestniczących i nie należą do acquis communautaire. Państwa kandydujące do Unii Europejskiej nie są zobowiązane do ich przyjęcia.

## Współpraca w zakresie wspólnej polityki zagranicznej i bezpieczeństwa
Współpraca w zakresie wspólnej polityki zagranicznej i bezpieczeństwa opiera się na zasadach ogólnych dotyczących wzmocnionej współpracy, z wyjątkiem kilku kwestii:
- Wniosek o ustanowienie wzmocnionej współpracy nie jest kierowany do Komisji Europejskiej, lecz bezpośrednio do Rady UE. Rada UE uzyskuje opinie dotyczące wniosku od wysokiego przedstawiciela Unii do spraw zagranicznych i polityki bezpieczeństwa (w zakresie spójności przewidywanej współpracy z WPZiB) oraz Komisji Europejskiej (w zakresie spójności z innymi politykami Unii). Wniosek podawany jest także do wiadomości Parlamentu Europejskiego. Rada UE podejmuje decyzję o ustanowieniu współpracy stanowiąc jednomyślnie.
- Analogicznie państwo pragnące przystąpić do wzmocnionej współpracy w zakresie WPZiB notyfikuje swój wniosek Radzie UE, wysokiemu przedstawicielowi oraz Komisji Europejskiej. Rada UE, po konsultacji z wysokim przedstawicielem i Komisją, może stwierdzić spełnianie warunków uczestnictwa przez państwo oraz określić środki przejściowe. W przypadku stwierdzenia niespełniania warunków określa niezbędne środki ku ich spełnieniu oraz termin złożenia następnego wniosku.
- W przypadku decyzji mających wpływ na kwestie wojskowe lub obronne nie stosuje się możliwości zmiany koniecznej większości lub procedury prawodawczej.

Odrębną formą współpracy w sprawach obronnych jest stała współpraca strukturalna.

## Zastosowanie

### Wzmocniona współpraca w zakresie prawa rozwodowego

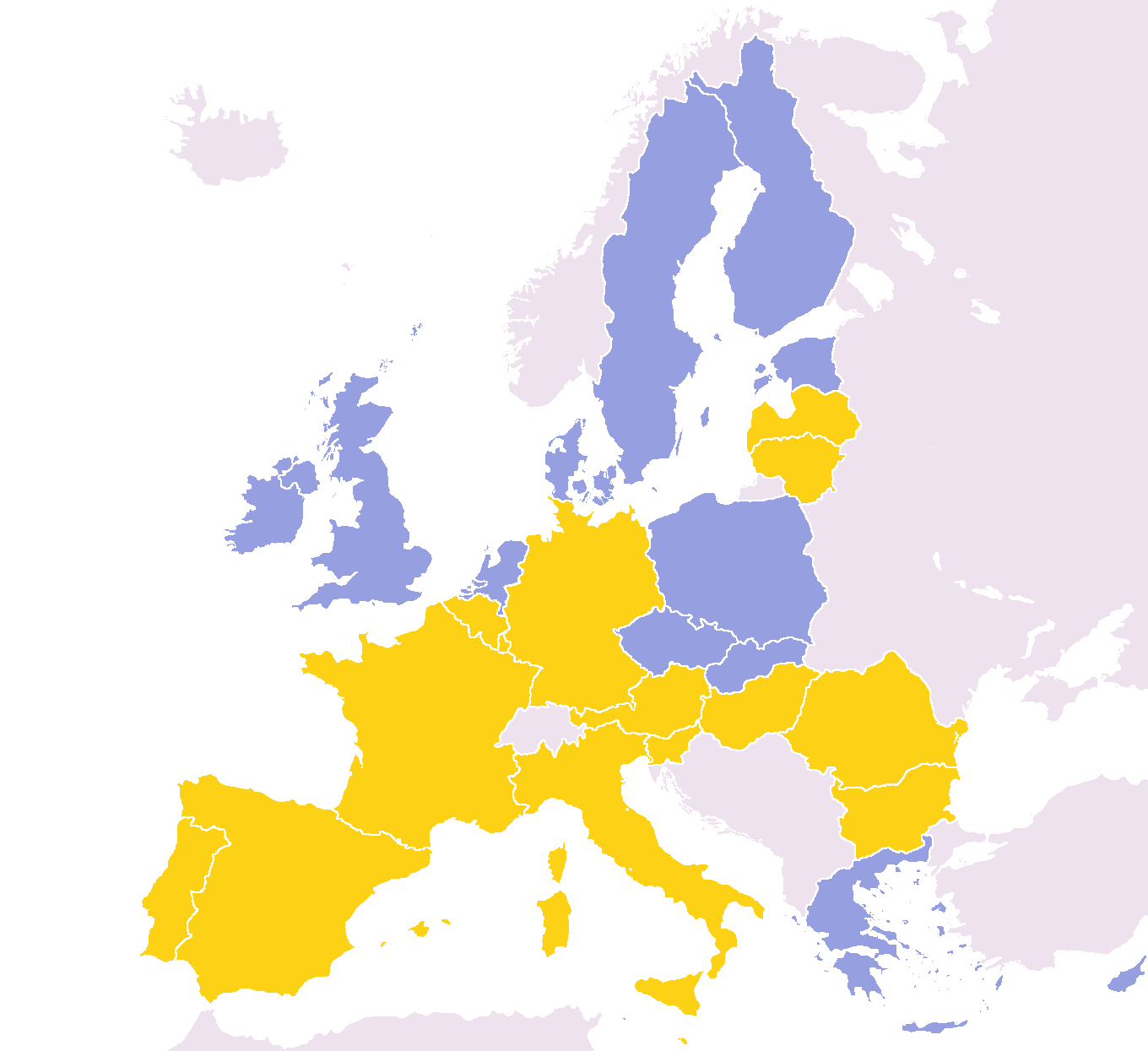
Państwa uczestniczące we wzmocnionej współpracy w zakresie prawa rozwodowego oznaczone kolorem żółtym, pozostałe państwa członkowskie UE – kolorem niebieskim

W lipcu 2008 roku grupa dziewięciu państw (Francja, Włochy, Hiszpania, Luksemburg, Austria, Rumunia, Węgry, Słowenia i Grecja) ogłosiła zamiar ustanowienia wzmocnionej współpracy w dziedzinie prawa rozwodowego. Związane to było z zablokowaniem przez Szwecję dotyczącego tej kwestii porozumienia. Podjęcie współpracy rozważały także Niemcy, Litwa, Portugalia, Belgia i Słowacja. Komisja była niechętna propozycji obawiając się zaistnienia w Unii zbyt dużych podziałów, dlatego dyskusja w tym zakresie zamarła. Jednak w grudniu 2009 roku rząd Hiszpanii ogłosił, że zamierza wrócić do tej kwestii w okresie swej prezydencji. Decyzja ta spotkała się z pozytywną reakcją sekretarza stanu w Ministerstwie Sprawiedliwości Francji, Jean-Marie Bockela. W marcu 2010 roku Komisja przedstawiła swoje propozycje w tym zakresie. Po zaakceptowaniu propozycji przez Parlament Europejski w czerwcu 2010 roku, 12 lipca 2010 roku Rada UE ustanowiła wzmocnioną współpracę w tym zakresie. Do współpracy przystąpiło ostatecznie czternaście państw: Austria, Belgia, Bułgaria, Hiszpania, Francja, Luksemburg, Łotwa, Malta, Niemcy, Portugalia, Rumunia, Słowenia, Węgry i Włochy. Z dniem 21 listopada 2012 r. Litwa przystąpiła do wzmocnionej współpracy w zakresie prawa właściwego dla rozwodów, a regulacja weszła w życie z dniem 22 maja 2014 r..

### Jednolity patent europejski
10 marca 2011 Rada UE zatwierdziła wzmocnioną współpracę 25 państw (bez Włoch i Hiszpanii) w sprawie jednolitych patentów. Celem jest obniżenie kosztów uzyskania patentu na obszarze całej Unii Europejskiej. 14 kwietnia Komisja Europejska przedstawiła swoje propozycje legislacyjne w tym zakresie. Zgodnie z nimi wnioski patentowe będzie można składać w dowolnym języku, a następnie będą one tłumaczone na jeden z języków Europejskiego Urzędu Patentowego – angielski, francuski lub niemiecki. Koszty tłumaczenia będą zwracane posiadaczowi patentu. Tak uzyskany patent ma obowiązywać we wszystkich państwach uczestniczących we wzmocnionej współpracy. 29 maja Włochy i Hiszpania zaskarżyły proponowane regulacje do Trybunału Sprawiedliwości Unii Europejskiej.

## Debata
Mechanizm wzmocnionej współpracy posiada zarówno zwolenników, jak i przeciwników. Zwolennicy uważają, że zwiększa on dynamikę integracji, umożliwiając realizację programów, do których nie wszystkie państwa chcą lub mogą przystąpić. Przeciwnicy uważają go za naruszenie zasady solidarności i obawiają się powstania "Europy dwóch prędkości".